# Sărulești (Călărași)
Sărulești is een Roemeense gemeente in het district Călărași.
Sărulești telt 3127 inwoners.